# Лошаков, Олег Николаевич
Оле́г Никола́евич Лошако́в (род. 16 мая 1936, Москва, СССР) — советский и российский живописец, педагог, профессор.
Академик РАХ (2019; член-корреспондент 2002). Заслуженный художник РСФСР (1982).

## Биография
Олег Лошаков родился в Москве. В 1947—1954 годах учился в МСХШ, а в 1954—1960 годах — в Государственном художественном институте им. В. И. Сурикова (мастерская народного художника РСФСР, академика П. П. Соколова-Скаля).
В 1960—1962 годах преподавал во Владивостокском художественном училище. В эти годы проявилась особая любовь художника к Приморью.
В 1962—1971 гг. преподавал в Заочном Народном университете искусств.
В 1966 году организовал творческую группу художников, которая много лет работала на Курилах
В 1967 году был принят в Союз художников СССР. С 1957 г. участник, республиканских, всесоюзных и международных выставок.
В 1982 году присвоено звание Заслуженного художника РСФСР. В 1998 г. награждён Серебряной медалью Российской Академии Художеств. В 2002 г. избран членом-корреспондентом Российской Академии Художеств. С 2002 г. — заведующий кафедрой живописи и графики ГСИИ, ведёт там творческую мастерскую.
В марте 2002 г. в выставочном зале МСХ на Кузнецком мосту, успешно прошла персональная выставка произведений художника. Активно участвует в общественной жизни Московского Союза художников.
Произведения Лошакова находятся в Третьяковской галерее, Институте русского реалистического искусства, художественных музеях и картинных галереях Перми, Углича, Ижевска, Кургана, Сочи, Владивостока, Южно-Сахалинска, Петропавловска-Камчатского, на Украине в Донецке, в Киргизии в Бишкеке и в частных коллекциях в Хорватии, США и Японии.

## Творчество
Ярким явлением в творчестве Олега Николаевича Лошакова стала его «любовь» к природе Приморья, а именно к острову Шикотан. Попав, по распределению, во Владивосток, эти прекрасные места быстро влюбили в себя молодого, полного сил, художника.
Захватывающие места, необычные мотивы, местные бытовые обычаи, были ярко отображены в его живописи. Его интересует нерукотворная красота природы, и одновременно рукотворная красота быта местных жителей, индустриальные пейзажи предприятий, портов. К примеру картина «Детали портальных кранов» ярко характеризует его, как художника, которого интересует не только красота того, что он пишет, но и его строение, суть. Отдельная линия творчества Олега Лошакова — это портрет. Его привлекает образ местного человека, его душа, его быт, его работа, его взаимоотношения с родными и друзьями. В лицах этих людей художник отображает разные чувства — от скорби и боли до радости и счастья, но одно их объединяет — любовь к своей малой Родине, любовь к своему делу.
Для московской публики, произведения Лошакова, стали настоящим открытием, окном в другой мир, можно сказать, географическим ликбезом, ведь между Москвой и Приморьем тысячи километров. В 1960—1970-е годы он создаёт группу молодых художников, которая активно работает на Курилах. Итогом этой многолетней плодотворной работы, стало огромное количество произведений живописи и графики, а также колоссальный опыт молодым начинающим художникам.

## Основные произведения
- «Детали портальных кранов» (1964)
- «Туманное утро на Шикотане» (1974)
- «На Шикотане» (1978)
- «Баллада о семье рыбака» (1984)
- «У заброшенной лестницы»
- «На Корейской слободе»
- «Композиция»
- «Романтический пейзаж на рубеже тысячелетий» (1994)
- «На Южных Курилах кратковременные дожди» (2001)
- «И так каждый день» (2002)
- и другие.

## Общественная позиция
11 марта 2014 года подписал обращение деятелей культуры Российской Федерации в поддержку политики президента РФ В. В. Путина на Украине и в Крыму.

## В литературе
Морозов А. И. «Олег Лошаков»

## Награды
- Заслуженный художник РСФСР
- Орден «Знак Почёта»
- Серебряная медаль РАХ